# Poiana Mare, Prahova

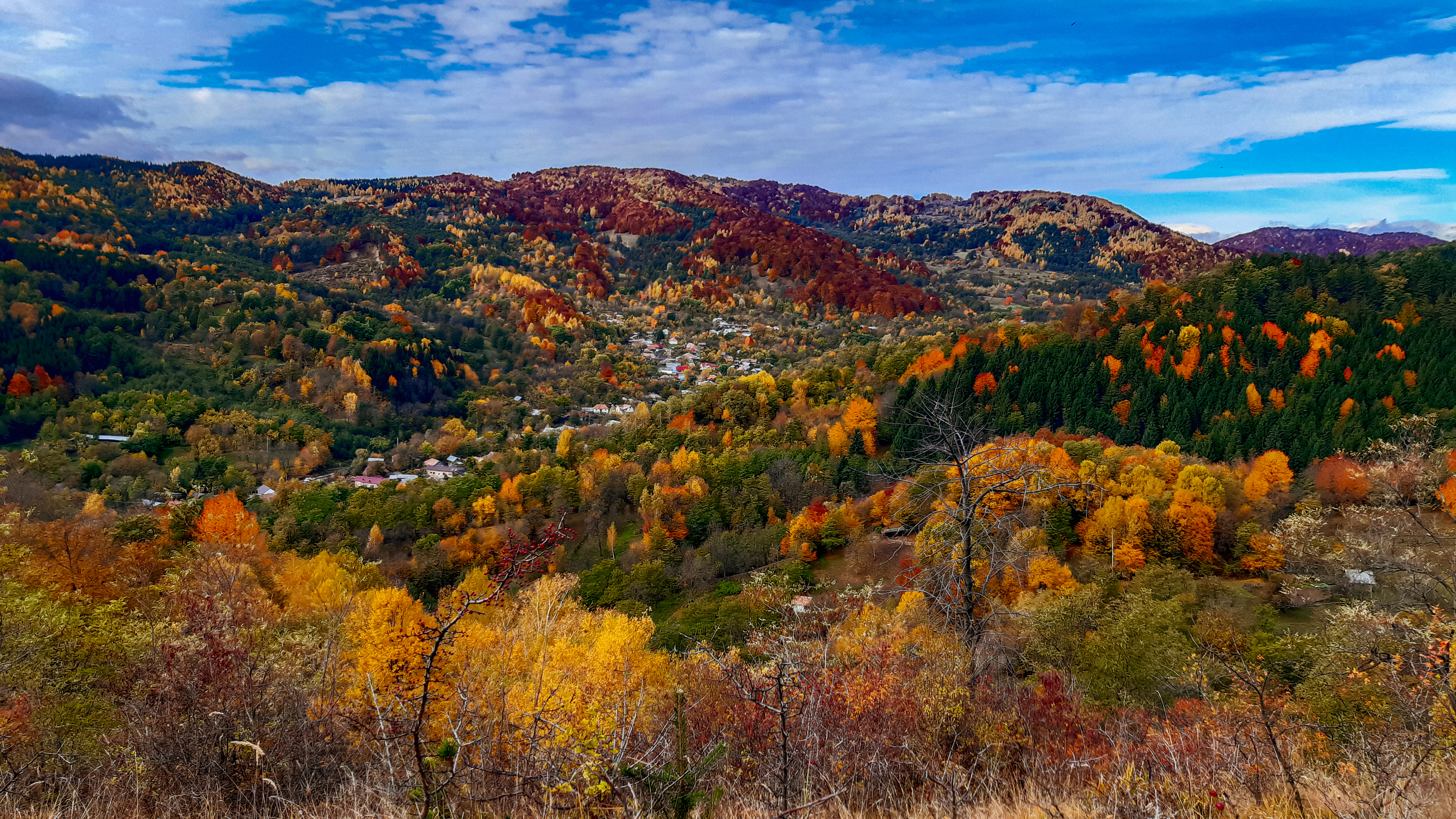
Poiana Mare

Poiana Mare este un sat în comuna Bătrâni din județul Prahova, Muntenia, România.